# سو بلاك
سوزان إليزابيث بلاك (بالإنجليزية: Sue Black)‏ (مواليد 1962) هي عالمة حاسوب بريطانية وأكاديمية في مجال ريادة الأعمال الاجتماعية. وقد ساهمت في في حماية حديقة بلتشلي، وهي موقع تفكيك الشفرات في الحرب العالمية الثانية.

## بداية حياتها والتعليم
تركت سو المدرسة والمنزل في بداية السن المسموح به قانونيًا، وهو 16 عامًا. تزوجت بعمر ال20 وسرعان ما أنجبت 3 أطفال.
وبعمر ال25، كانت أمًا بلا زوج وأقامت في مأوى للنساء. درست مقررًا تمهيديًا في الرياضيات حصلت من خلاله على درجة ما قبل البكالوريوس.
تخرجت سو من جامعة ساوث بانك في لندن عام 1993 وحصلت على درجة الدكتوراة أيضًا من هناك عام 2001. الأثر المضاعف هو مصطلح في مجال المقاييس البرمجية يستخدم فيما يتعلق بالمعايير المعقدة.

## حياتها المهنية
بلاك هي كبيرة الزمالة البحثية في كلية لندن الجامعية. وقد سبق أن ترأست قسم المعلومات ونظم البرمجيات في جامعة وستمنستر.
وكانت بلاك هي الرئيس المؤسس للمجموعة النسوية البريطانية المتخصصة للحاسوب، وظلّت في المنصب حتى عام 2008.
تناصر بلاك عمل المرأة في الحوسبة.

## حملات
خاضت بلاك حملة ناجحة لعدة سنوات للحصول على تمويل لترميم حديقة بلتشلي، والتي كانت مركز المملكة المتحدة في الحرب العالمية الثانية لفك شفرات العدو. وقد بدأت ذلك عبر مدونة، ثم انتقلت إلى المواقع ذات تكنولوجيا ويب 2.0 مثل فيس بوك وتويتر. بنهاية عام 2015، نشرت كتابًا حول ذلك، حماية حديقة بلتشلي، والتي مُوّلت في البداية بواسطة دار نشر أنباوند، وصار ذلك الكتاب هو أسرع كتاب تمويل جماعي على الإطلاق.
تحدثت منظمة (إفري وومان) عن بلاك بأنها تجسّد سمات القائد المعاصر، خاصة فيما يتعلق باستخدامها لوسائل التواصل الاجتماعي. وألقت روري سيلان جونز مراسلة بي بي سي للتكنولوجيا الضوء على استخدام بلاك الراقي لتويتر (والمنصات المشابهة) في حملاتها.
أسست بلاك تِك مَمز (بالإنجليزية: Techmums)‏، لتصل به إلى الأمهات اللوات يردن فهم ما يتعرض له أطفالهن على الإنترنت. يقدم تك ممز تدريبًا مجانيًا في الأمن التكونولوجي والتواصل الاجتماعي وبايثون وغيرها، وهو ما يهدف زيادة ثقة النساء بالتغلب على الفجوة الإلكترونية، كما يساعدهن على التغلب على الفقر. عقد البرنامج التجريبي في مدرسة المطران تشالونر الكاثوليكية في حي تاور هامليتس بلندن. يصف تك ممز نفسه بأنه برنامج موثوق للمهارات الإلكترونية، وذلك من خلال ورش عمل تفاعلية بسيطة بالإضافة لمجتمع داعم عبر الإنترنت.
ظهرت بلاك على تلفزيون وراديو بي بي سي وفي مقالات الإعلام.

## جوائز
فازت بلاك عام 2009 بأول جائزة جون إفينسون من مجتمع الحاسوب الريطاني في الجمعية الملكية بلندن. وفي 2011، فازت بجائزة بيبسيكو لإلهامات النساء. وعام 2012 أضيفت لقائمة مجلة داتاماشن عن 10 نساء في التكونولوجيا قد عُدن.
عام 2015، حلّت بلاك في المرتبة السابعة في قائمة كومبيوتر ويكلي عن أكثر النساء تأثيرًا في التكونولوجيا بالمملكة المتحدة عام 2015. بلاك أيضًا هي واحدة من بين 30 امرأة اخترن في حملة المجتمع البريطاني للحاسوب عام 2014، واللواتي ذكرن بعد ذلك في كتابٍ إلكتروني بعنوان «النساء في التكنولوجيا: إلهام الجيل القادم» (بالإنجليزية: Women in IT: Inspiring the next generation)‏ من إنتاج المجتمع البريطاني للحاسوب.
وقد حصلت على رتبة الإمبراطورية البريطانية في احتفالات 2016 للعام الجديد لخدماتها في مجال التكنولوجيا.

## روابط خارجية
- موقعها الرسمي
- سو بلاك at الببليوغرافيا الرقمية ومشروع المكتبة Bibliography Server
- منشورات سو بلاك مفهرسة بواسطة الباحث العلمي من جوجل